# 게임형 학습

## 이러닝의 게임과 시뮬레이션
게임과 시뮬레이션은 학습자들이 놀이를 통해 학습하도록 이끌기 때문에 흥미로울 것이라고 여겨진다. 학습용 게임도 재미있을 수 있지만 항상 목적의식을 가지고 있어야 함을 유의해야한다. 가장 우선적인 첫 번째 목적은 가르치는 것이고, 두 번째 목적이 흥미를 불러일으키는 것이다. 학습게임으로는 호기심을 유발하며 경쟁심을 유발하는 퀴즈쇼, 보드 게임, 비디오 게임 등과 같은 공인된 대표적 게임들을 포함시킬 수 있다. 또한 시뮬레이션은 학습자들이 위험한 과제를 안전하게 수행할 수 있는지의 여부를 검증해 준다. 

### 게임과 시뮬레이션의 개요
게임과 시뮬레이션은 학습자들이 재미있게 과제를 실습하고 지식을 적용하며 원리를 추론할 수 있도록 해준다. 게임과 시뮬레이션은 현실 세계의 상황에 대한 모델을 제공하거나 대답해야 하는 일련의 속사포와 같은 질문들을 제공하기도 한다. 

### 게임과 시뮬레이션의 정의
학습 게임과 시뮬레이션이라는 용어는 다소 포괄적으로 활용되고 있는데 이를 정의할 때 가장 중요한 요소는 학습자이다. 게임이나 시뮬레이션에는 학습 목적이 있다. 일반적으로 이와 같은 목적은 컴퓨터에 의해 학습자들에게 제시된다. 통상적으로 학습 목적은 수행을 위해 학습하고 있는 하나의 과제이기 마련이다. 소프트웨어 시뮬레이션은 전형적으로 학습자에게 컴퓨터 도구를 활용하는 과제를 수행할 것을 요구한다. 또 다른 유형의 과제에서는 구직자를 대상으로 하는 가상 인터뷰를 수행하기도 하고 학습하고 있는 주제에 대한 질문에 응답하여 점수를 얻기도 한다. 
학습자는 주어진 환경 안에서 움직인다. 이러한 환경은 물론 가상적인 것이다. 소프트웨어 시뮬레이션에서 제시되는 윈도 화면은 학습자가 컴퓨터 프로그램을 작동할 때 보게 되는 화면과 비슷하다. 업무 인터뷰의 경우 윈도 화면은 학습자 앞에 앉아 있는 구직자를 보여 줄 것이다. 
이와 같은 환경은 학습자들에게 여러 가지 선택 사항들을 제시한다. 수행한 활동의 다음 순서로 무엇을 해야 하는가? 컴퓨터 프로그램 상에서 어떤 명령어를 사용하여야 하는가? 구직자들에게 어떤 질문들을 물어 보아야 하는가? 어떠한 접근으로 문제를 해결할 것인가? 이러한 여러 가지 선택들 사이에서 결정을 해야 하고 결정에 따른 행동을 취해야 한다. 학습자들은 버튼을 클릭하거나 타이핑하거나 기타 행동을 통해 자신이 선택한 것을 표현하게 된다. 
이러한 학습자들의 행동은 가상환경 안에서 산출물이나 결과물을 만들어 낸다. 자신의 행동 결과에 따라 변화된 화면을 보게 된다. 또한 거친 소음이나 에러 메시지를 보게 되기도 한다. 이러한 피드백은 게임이나 시뮬레이션에서는 본질적인 것이라고 할 수 있다. 
이러한 것 중 몇 가지는 명확하게 보이지 않을 수도 있으나 학습 환경 안에 부가적 효과를 추가하여 줄 수 있다. 이러한 효과는 학습자들에게 새로운 선택사항을 제시하면서 기존 사이클을 유지시킨다.
의사결정과 결과 제시가 반복되는 이와 같은 학습 사이클은 게임이란 시뮬레이션의 핵심이다. 소프트웨어 시뮬레이션에서 각 사이클은 통상적으로 하나의 입력 사항에 반응한다. 구직자 인터뷰의 경우 각 사이클은 구인자(학습자)의 질문과 구직자의 응답 각각 하나씩으로 구성된다. 군인을 훈련시키는 데 활용되는 전쟁 시뮬레이션에서는 전체 사이클을 위해 1초가 걸릴 수도 있다. 상품을 개발하고 판매하는 것을 포함하고 있는 경영 시뮬레이션의 경우에는 학습 주기가 한 달이 될 수도 있다. 

### 게임과 시뮬레이션의 차이
엄정한 구분을 중시하는 전문가나 언어학자들은 의견이 다를 수도 있으나, 학습 게임과 학습 시뮬레이션이라는 용어의 차이점은 관점의 차이로 생각할 수 있다. 사실 시뮬레이션은 현실을 묘사하는데 중점을 두는 경향이 있는 반면 게임은 점수 획득에 초점을 맞추는 경향이 있다. 그러나 양자 간이ㅡ 현학적인 개념 구분의 시도는 보다 실질적인 관심사에 의해 무의미해지기도 한다. 따라서 다음과 같은 방법을 고려해 볼 수 있다. 
```
게임이라는 명칭이 다소 가볍게 들릴 경우 시뮬레이션이라고 지칭한다.
```

```
시뮬레이션이라는 명칭이 지나치게 부담스럽고 고비용으로 느껴질 경우 게임이라고 지칭한다.
```

### 언제 게임을 활용하는가?
효과적인 게임을 개발하는 것은 어렵고 시간이 많이 소요되며 단순한 사지선다형 문항을 개발하는 것의 100배 정도의 비용이 소요된다. 웹상에서 게임을 원활하게 운영하는 것은 더욱 어렵다. 그럼에도 불구하고 게임의 교육적 가치가 높은 경우는 어떤 상황인가?
- 실패 비용이 높은 경우: 실패하게 되면 삶, 공공의 안정, 재정적 성공이 위협을 받을 경우 비용이 높은 것은 당연하다. 뇌수술을 하는 외과의사, 핵무기 발전소 조작자, 그리고 주식시장 투자자 등과 같이 실패 비용이 높은 분야에서는 높은 수준의 기술을 수행해야만 한다.

- 실제 시스템으로 학습하는 것이 현실적이지 않은 경우: 예를 들어 식물 유전자 변형 실험 등과 같은 활동은 지나치게 많은 시간을 요구할 것이다. 보잉이나 에어버스사의 최신 비행기 조작법 드와 같이 실제 시스템을 활용한 교육에는 매우 높은 비용이 든다. 실수로 안전 시스템의 경고 버튼을 눌러 실제 경찰이 출동하는 것 등과 같은 경우가 생기면 매우 당혹스러운 상황에 처하게 될 것이다.

- 학습자의 개별적 주의를 필요로 할 경우: 게임은 자체 맞춤형이다. 학습자들은 그들이 보유한 지식, 기술, 본능에 반응하는 일련의 사건들을 경험한다.

- 많은 사람들이 교육받아야 할 경우: 대부분의 비용은 게임을 개발하고 완벽하게 만드는 것에 소요되기 때문에 학습자 수가 예상보다 늘어나도 전체 비용에 큰 영향을 주지 않는다. 수만 수천 명의 학습자들이 활용하게 된다면 소요된 비용을 정당화시킬 수 있다.

- 과제는 복잡하고 시간은 적은 경우: 게임은 몇 주간의 교육을 며칠간의 교육으로 단축시킬 수 있다. 이미 습득한 주제를 빨리 건너뛸 수 있도록 하며 향상이 필요한 부분에서 더 많은 시간을 보낼 수 있도록 한다. 고도로 효율적인 지도 전략이라고 할 수 있다.

- 배우려는 기술이 미묘하고 복잡한 경우: 시뮬레이션이 제공하는 도전감은 사실적인 지식을 얻는 것이 아니라 기술, 지식, 태도를 복잡하고 독특한 상황에 적용시켜야 하는 학습 주제에 적합하다.

- 게임 개발 프로젝트를 수행할 시간과 예산이 있는 경우: 게임은 효과적이다. 그러나 개발하기가 쉽지 않으며 개발 비용도 저렴하지 않다. 한 시간짜리 학습용 게임을 개발하는데 현실적으로는 500시간에서 1000시간을 필요할 수도 있다. 보다 적은 개발 시간을 필요로 하는 단순한 게임들의 경우에도 설계하고 기획하며 구체화하는 데 상당한 시간을 필요로 한다.

## 학습용 게임의 유형
- 퀴즈쇼 게임: 학습 평가에 대한 두려움을 덜고 보다 집중할 수 있게 하는 방법 중 하나는 TV에서 자주 볼 수 있는 게임쇼와 같은 형태로 재구조화하는 것이다. 퀴즈쇼 게임은 명확하게 정, 오답을 제공하는 실제적 지식을 평가하는 데 유용하다.

- 단어 퍼즐: 가로 세로 단어 맞추기 퍼즐 같은 단어 게임은 재미있게 용어 학습을 할 수 있게 해준다. 단어 게임은 용어에 대한 지식을 테스트하는 데 유용하다. 또한 사람, 사물, 개념, 동물, 위치 등의 명칭 학습을 위하여 자료를 찾아 읽는 것과 같은 활동의 동기 유발에도 좋다.

- 조각 그림 맞추기 퍼즐: 전체와 부분에 대한 관계를 다루는 주제를 가르치고 있는 상황 또는 어떻게 상품, 조직, 또는 기타 내용이 구성되어 있는지를 알려주기 위해 시간을 소용할 때에는 조각 그림 맞추기 퍼즐과 그림판 맞추기 게임으로 이러한 관계를 발견하도록 유도하면서 동시에 학습 평가도 가능하게 하는 방법이 될 수 있다.

- 어드벤처 게임: 어드벤처 게임들은 자율적인 진행을 돕기도 하고 방해하기도 하면서 학습자들이 목적을 향해 나아가도록 만든다. 플레이어들이 모험의 여정을 설정하고 물건들을 습득하며 노정을 신중하게 선택히야 하는 초기 컴퓨터 어드벤처 게임들과 유사하다. 이런 종류의 게임들은 사람 간의 상호작용을 모의 실험하기 위해서 사용될 경우에는 일반적으로 사회-상호작용 모의 실험이라고 불리기도 했다.
- 소프트웨어 시뮬레이션: 소프트웨어 시뮬레이션은 컴퓨터 소프트웨어를 학습하기 위한 보편적인 방법이 되어가고 있다. 이러한 시뮬레이션은 자료나 시스템에 위험 부담을 주지 않고 운영 시스템 및 여러 종류의 데이터베이스 간의 연결을 설정하는 방법을 연습시킨다. 시뮬레이터는 학습자들을 배워야 할 과제에 한정시키고 필요한 가르침을 제공하는 것을 제외하고는 실제 조작 창과 동일하게 작동한다.

- 장비 시뮬레이션: 장비 시뮬레이션은 기기의 조작방법을 가르쳐 주는 시뮬레이션이다. 화면상의 그림들을 누름으로써 버튼들을 누르는 동작을 모방할 수 있다. 손잡이의 가장자리를 좌측이나 우측으로 끌어당김으로써 손잡이를 돌리는 방법을 모방할 수 있다.

- 개별 반응 시뮬레이션: 개별반응 시뮬레이션은 학습자들이 의사 결정해야 할 일련의 복잡한 사항들을 제공한다. 수많은 개별적인 요인들에 변화를 줄 수 있으며 그 결과들을 즉시 볼 수 있다. 결과의 향상과 개선을 위하여 답을 살짝 바꾸거나 조정할 수 있다.

- 수학 시뮬레이션: 수학 시뮬레이션은 학습자들로 하여금 수학을 재미있고 시각적이며 직관적인 방법으로 배울 수 있게 한다. 수학적 시뮬레이션에 적절한 주제들은 재정, 과학, 공학, 의학이라고 할 수 있다.

- 환경 시뮬레이션: 환경 시뮬레이션은 학습자들로 하여금 자연 환경 같은 밀접하게 상호 연관된 시스템을 위한 실험을 가능하게 한다. 이러한 시뮬레이션의 목표를 유연하게 만들면 학습자들이 여러 종류의 접근법을 시도해 보도록 촉진할 수 있다.